# Trigonostylopidae
Los trigonostilópidos (Trigonostylopidae) son una familia extinta de mamíferos placentarios del orden Astrapotheria, que vivió en Sudamérica, entre el Paleoceno Superior y el Eoceno Inferior. Pertenecen al clado extinto Meridiungulata, o grupo de los ungulados que se desarrolló en Sudamérica.

## Generalidades
Los trigonostilópidos son los astrapoterios más primitivos. Eran mucho más pequeños que los astrapoterios típicos, pero mostraban ya varias de las características del grupo, incluyendo los caninos bien desarrollados y la inusual forma de la mandíbula.
Los trigonostilópidos se consideran una familia de los astrapoterios, o tal vez representen un orden por sí mismos. Su principal semejanza con los Astrapotheriidae reside en los colmillos prominentes, pero el resto de los dientes indican que están bastante relacionados con los litopternos.
Se ha encontrado un cráneo completo de la especie tipo T. wortmani, y se ha clasificado dentro del orden de los Astrapotheria, basándose en sus grandes colmillos  inferiores. En comparación con el posterior  Astrapotherium magnum, se cree que debía medir alrededor de 1,50 m.
De los varios trigonostilópidos descritos el mejor conocido es Trigonostylops de hace unos 55 millones de años, del Eoceno de Patagonia. Del tamaño y las proporciones aproximadas de un cerdo, este animal quizás también tenía un aspecto similar, con caninos un poco agrandados y quizás de hábitos similares a un pecari.